# Hans Werner Henze
Hans Werner Henze (Gütersloh, 1 de julho de 1926 – Dresden, 27 de outubro de 2012) foi um compositor alemão residente na Itália, conhecido por suas opiniões políticas marxistas que influenciam na sua obra.
Trocou a Alemanha pela Itália em 1953, em razão da intolerância as suas posições políticas e a sua homossexualidade. 
Membro do antigo Partido Comunista Italiano, Henze produziu composições em homenagem a Ho Chi Min e a Che Guevara - o requiem intitulado Das Floss der Medusa (A balsa da Medusa), cuja estréia foi vetada em Hamburgo, em 1968. 
Henze compõe em vários estilos, tendo sido influenciado pela música atonal, Stravinsky, pela técnica dodecafônica, pelo estruturalismo e por alguns elementos da música popular, do rock e do jazz.
Henze faleceu em Dresden, aos 86 anos.

## Principais obras

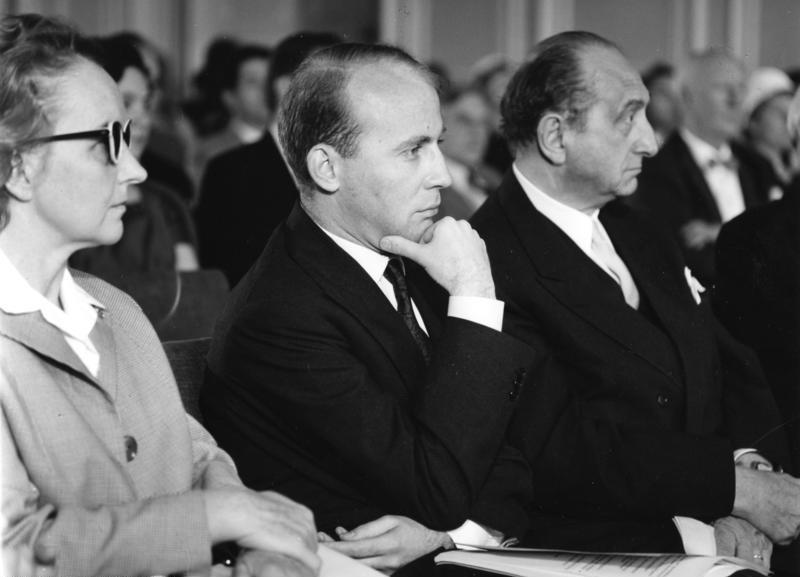
Hans Werner Henze (1960).

### Óperas
- Das Wundertheater (1948)
- Boulevard Solitude (1951)
- König Hirsch (1952–1955)
- Der Prinz von Homburg (1958)
- Elegie für junge Liebende (1959–1961)
- Der junge Lord (1964)
- Die Bassariden (1965)
- We come to the river (1974–1976)
- Pollicino (1980, ópera para crianças)
- Die englische Katze (1980–1983)
- Robert, der Teufel (1985, ópera para crianças)
- Das verratene Meer (1990)
- Der Prinz von Hamburg (1991)
- Venus und Adonis (1997)
- L'Upupa (2003)
- Phaedra (2006-2007)

### Balés
- Ballett-Variationen (1949)
- Labyrinth (1951)
- Maratona (1956)
- Undine (1956–1957)
- Orpheus (1978)
- Le fils de l'air (1997)

### Sinfonias
- Sinfonia n. 1 (1947, revista em 1963 e 1991)
- Sinfonia n. 2 (1949)
- Sinfonia n. 3 (1949-1950)
- Sinfonia n. 4 (1955)
- Vokalsinfonie (1955, extrato da opera "König Hirsch")
- Sinfonia n. 5 (1962)
- Sinfonia n. 6 para duas orquestras de câmara (1969, revista em 1994)
- Sinfonia n. 7 (1983-1984)
- Sinfonia n. 8 do Sonho de uma noite de verão de William Shakespeare (1992-1993)
- Sinfonia n. 9 para coro e orquestra, baseada em um conto de Anna Seghers (1995-1997)
- Sinfonia n. 10 (1997-2000)

### Outras obras sinfônicas
- Kammerkonzert para piano, flauta e orquestra de cordas (1946)
- Concertino para piano, instrumentos de sopro e percussão (1947)
- Concerto n. 1 para violino e orquestra (1947)
- Concerto n. 1 per piano e orquestra (1950)
- Ode an den Westwind para violoncelo e orquestra (1953)
- Concerto para contrabaixo e orquestra (1966)
- Doppelkonzert para oboé, harpa e orquestra de cordas  (1966)
- Concerto n. 2 para piano e orquestra (1967)
- Das Floss der Medusa, oratório "em memória de Che Guevara" para solistas, recitante, coro e orchestra (1968)
- Compases para preguntas ensimismadas para viola e 22 instrumentos (1969–1970)
- Tristan para pianoforte, orquestra e fita magnética (1972–1973)
- Amicitia ("Nachtkonzert") para piano, cordas e percussão (1977
- Liebeslieder para violoncelo e orquestra (1984–1985)
- Requiem, "Geistliche Konzerte" para piano, trompete e orchestra (1990–1992)
- Introduktion, Thema und Variationen para violoncelo, harpa e cordas (1992)
- Concerto n. 3 per violino e orchestra "Drei Porträts aus Thomas Manns Doktor Faustus" (1996)
- An Eine Aolsharfe, concerto para violão e orquestra (1990)